# Tisovac (żupania pożedzko-slawońska)
Tisovac – wieś w Chorwacji, w żupanii pożedzko-slawońskiej, w mieście Pakrac. W 2011 roku liczyła 4 mieszkańców.